# Троттер, Хейл
Хейл Фримен Троттер (англ. Hale Freeman Trotter, 30 мая 1931, Кингстон, Онтарио, Канада — 17 января 2022, Принстон, Нью-Джерси, США) — канадский и американский математик, специалист по теории групп, теории узлов и теории чисел, профессор Принстонского университета.

## Биография
Хейл Троттер родился 30 мая 1931 года в Кингстоне (Онтарио, Канада). Его отец — историк Реджинальд Джордж Троттер, возглавлявший исторический факультет Университета Куинс в Кингстоне, мать — Пруденс Хейл. Хейл Троттер изучал в Университете Куинс математику, получив степени бакалавра искусств (B.A.) в 1952 году и магистра искусств (M.A.) в 1953 году.
После окончания Университета Куинс Троттер продолжил своё обучение в аспирантуре Принстонского университета, где его научным руководителем был Уильям Феллер. В 1956 году Троттер защитил диссертацию на тему «Сходимость полугрупп операторов» (англ. Convergence of semi-groups of operators) и получил степень доктора философии (Ph.D.).
В 1956—1958 годах Троттер работал в Принстонском университете инструктором по математике. Затем он переехал в Канаду, где в 1958—1960 годах работал в Университете Куинс. После этого он вернулся в Принстонский университет, где работал на должности профессора математики вплоть до своего выхода на пенсию в 2000 году.
Хейл Троттер скончался 17 января 2022 года в своём доме в Принстоне.

## Научные результаты
Основные научные результаты Хейла Троттера связаны с развитием теории групп, теории узлов и теории чисел.
Троттер является одним из авторов формулы Ли — Троттера — Като для произведений операторов, которую часто называют просто формулой Троттера для произведений (англ. Trotter product formula). Этот результат, имеющий большое значение для различных задач математической физики и функционального анализа, был описан в работе 1959 года «О произведении полугрупп операторов» (англ. On the product of semi-groups of operators).
Троттер привёл первый пример необратимого узла, а также описал бесконечное семейство необратимых кружевных узлов. Эти результаты были опубликованы им в статье 1963 года, озаглавленной «Необратимые узлы существуют» (англ. Non-invertible knots exist).
Троттер также является одним из авторов комбинаторного алгоритма Штейнгауза — Джонсона — Троттера, используемого для построения полного набора перестановок определённого количества элементов. 

## Некоторые публикации

### Книги
- R. E. Williamson, R. H. Crowell, H. F. Trotter. Calculus of vector functions. — Prentice-Hall, 1968. — 434 p. — ISBN 978-0131123670
- S. Lang, H. F. Trotter. Frobenius distributions in GL2-extensions: distribution of Frobenius automorphisms in GL2-extensions of the rational numbers. — Springer, 1976. — 280 p. — (Lecture Notes in Mathematics, v. 504). — ISBN 978-3-540-07550-9 — doi:10.1007/BFb0082087
- R. E. Williamson, H. F. Trotter. Multivariable mathematics. — Prentice-Hall, 1996. — 732 p. — ISBN 978-0131816459

### Статьи
- H. F. Trotter. On the product of semi-groups of operators, Proceedings of the American Mathematical Society, 1959, v. 10, No. 4, p. 545—551, doi:10.2307/2033649
- H. F. Trotter. Non-invertible knots exist, Topology, 1963, v. 2, No. 4, p. 275—280, doi:10.1016/0040-9383(63)90011-9
- H. F. Trotter. Eigenvalue distributions of large Hermitian matrices; Wigner's semi-circle law and a theorem of Kac, Murdock, and Szegö, Advances in Mathematics, 1984, v. 54, No. 1, p. 67—82, doi:10.1016/0001-8708(84)90037-9